# Lophocampa laoripa
Lophocampa laoripa là một loài bướm đêm thuộc phân họ Arctiinae, họ Erebidae.